# 811

## Събития
- Нощта на 25 срещу 26 юли 811 – Войските на хан Крум разбиват византийската армия във Върбишкия проход. В битката е убит император Никифор I Геник, и става вторият убит византийски император, който е нападнат от нашественици. Неговият син Ставракий се спасява тежко ранен, и след няколко месеца от управлението си е детрониран.

## Починали
- Никифор I Геник – византийски император;